# Clarence Adams
Clarence Richard Adams (* 6. Juli 1974 in Henderson) ist ein ehemaliger US-amerikanischer Boxer und Weltmeister der World Boxing Association (WBA) im Superbantamgewicht.

## Boxkarriere
Adams gewann als Amateur 1989 die US-Juniorenmeisterschaft im Bantamgewicht, debütierte bereits im April 1990 bei den Profis und bestritt seinen letzten Kampf im Februar 2010.
Am 27. März 1993 verlor er 18-jährig beim Kampf um die IBF-Weltmeisterschaft im Bantamgewicht gegen Orlando Canizales, gewann jedoch am 4. März 2000 den WBA-Weltmeistertitel im Superbantamgewicht durch einen einstimmigen Punktsieg gegen Néstor Garza.
Nach zwei Titelverteidigungen entschied er sich entgegen den WBA-Vorgaben für einen Kampf gegen Paulie Ayala, weshalb ihm der WM-Titel entzogen wurde. Im Kampf gegen Ayala verlor er dann im August 2001 knapp nach Punkten und verlor auch den Rückkampf im Februar 2002. Eine weitere Niederlage erlitt er im November 2002 knapp nach Punkten gegen Guty Espadas junior.
Bis zu seinem Karriereende bestritt er nur noch sechs Kämpfe, von denen er drei gewann.

## Nach dem Boxen
Nach seiner Wettkampfkarriere wurde er Boxtrainer und beteiligte sich an einem Limousinen-Service in Las Vegas, in dem es auch zur Prostitution und Drogenverkauf kam. Er bekannte sich mit weiteren Mitgliedern schuldig und verbrachte wegen Racketeering mehrere Monate im Gefängnis. Seit 2016 betreut er Profiboxer in seinem Boxstudio Bones Adams Gym in Nevada.